# Tönnchenwegwespe
Die Tönnchenwegwespe (Auplopus carbonarius) ist ein Hautflügler aus der Familie der Wegwespen (Pompilidae). Die Art ist häufig und nicht gefährdet.

## Merkmale
Die weiblichen, komplett schwarz gefärbten Tiere erreichen eine Körperlänge von 7 bis 10 Millimetern, die männlichen sind etwas kleiner. Die männlichen Tiere haben hinten am äußersten Tergum einen kleinen weißen Punkt und vorne zwei weiße Streifen neben jedem Auge. Sie haben einen kürzeren Körper, aber längere Beine als die meisten Arten ihrer Familie. Auffällig ist der vorne stielartig verjüngte Hinterleib, der sich dadurch deutlich vom Thorax trennt. Die Art ist leicht von anderen Wegwespen zu unterscheiden. Die zweite mitteleuropäische Art der Gattung, Auplopus albifrons, unterscheidet sich anhand ihres rot gefärbten Hinterleibs gut von der Tönnchenwegwespe.

## Vorkommen
Die Art kommt überall in Mitteleuropa häufig, aber in geringen Populationsdichten vor. Sie besiedelt Mauern und Hauswände in der Umgebung des Menschen, kommt aber auch im offenen Gelände vor. Die Flugzeit ist von Juni bis August.

## Lebensweise

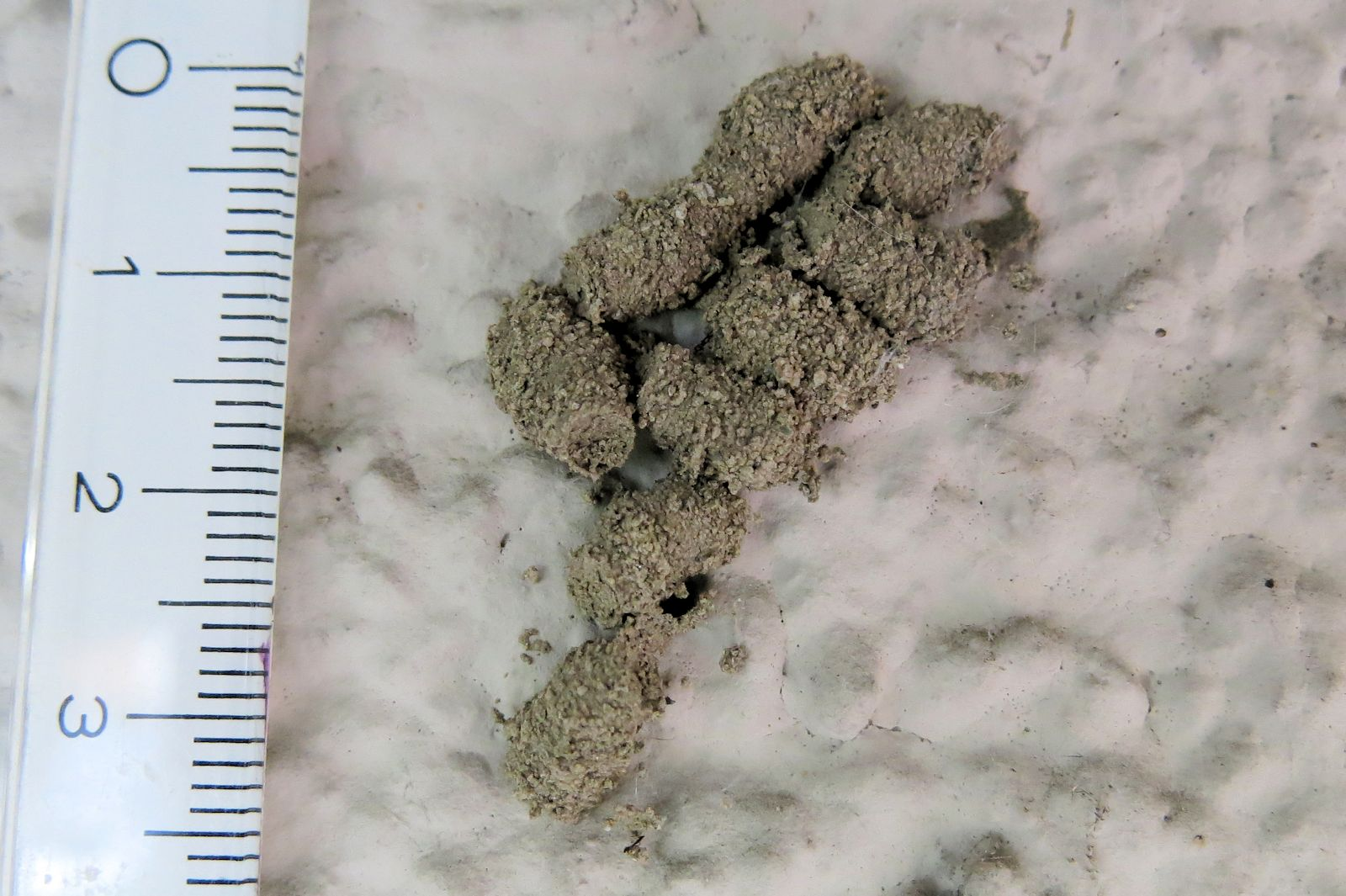
Brutzellen der Tönnchenwegwespe

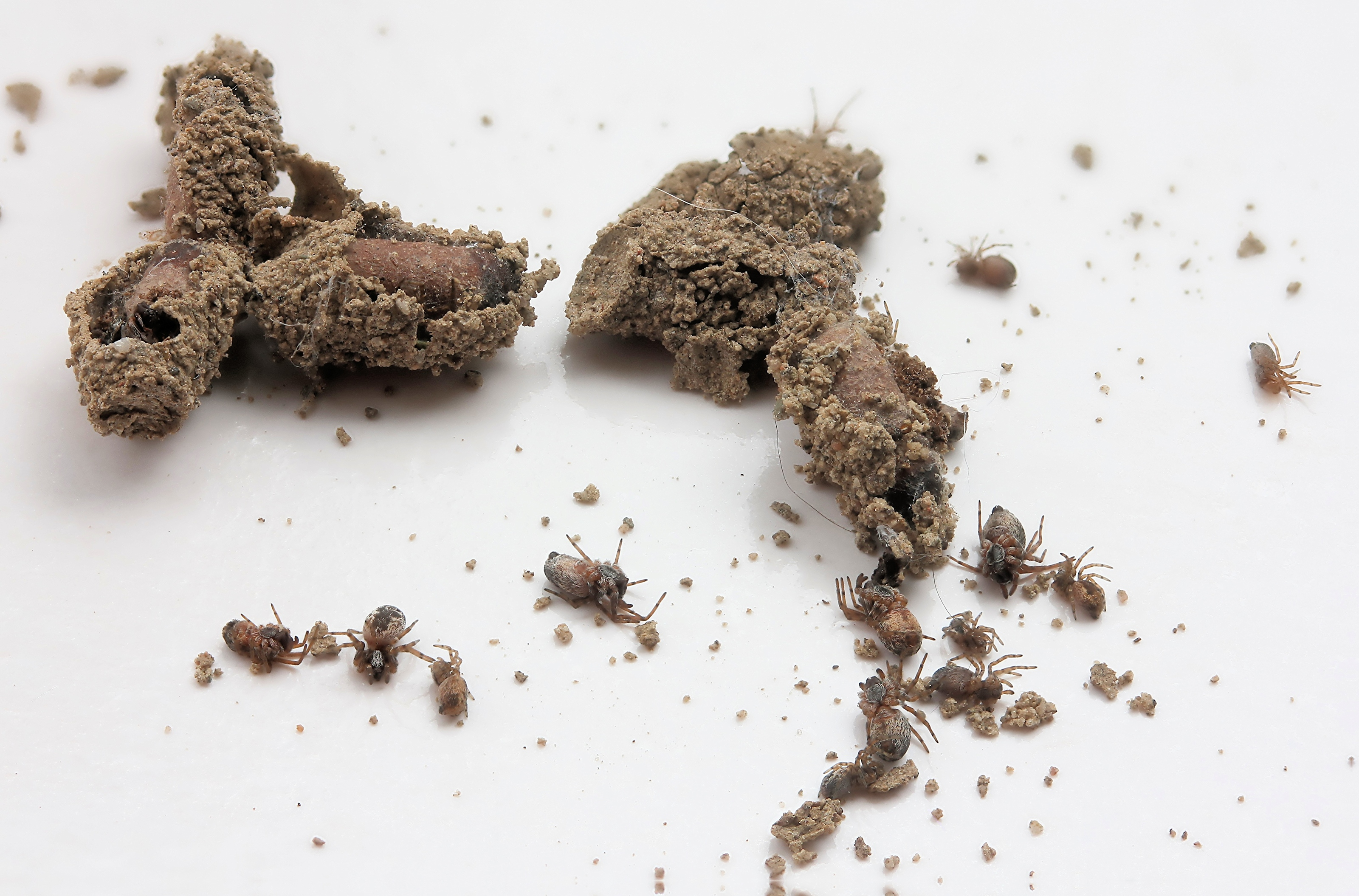
Brutzellen der Tönnchenwegwespe, teils geöffnet, mit dem „eingemauerten“ Futtervorrat

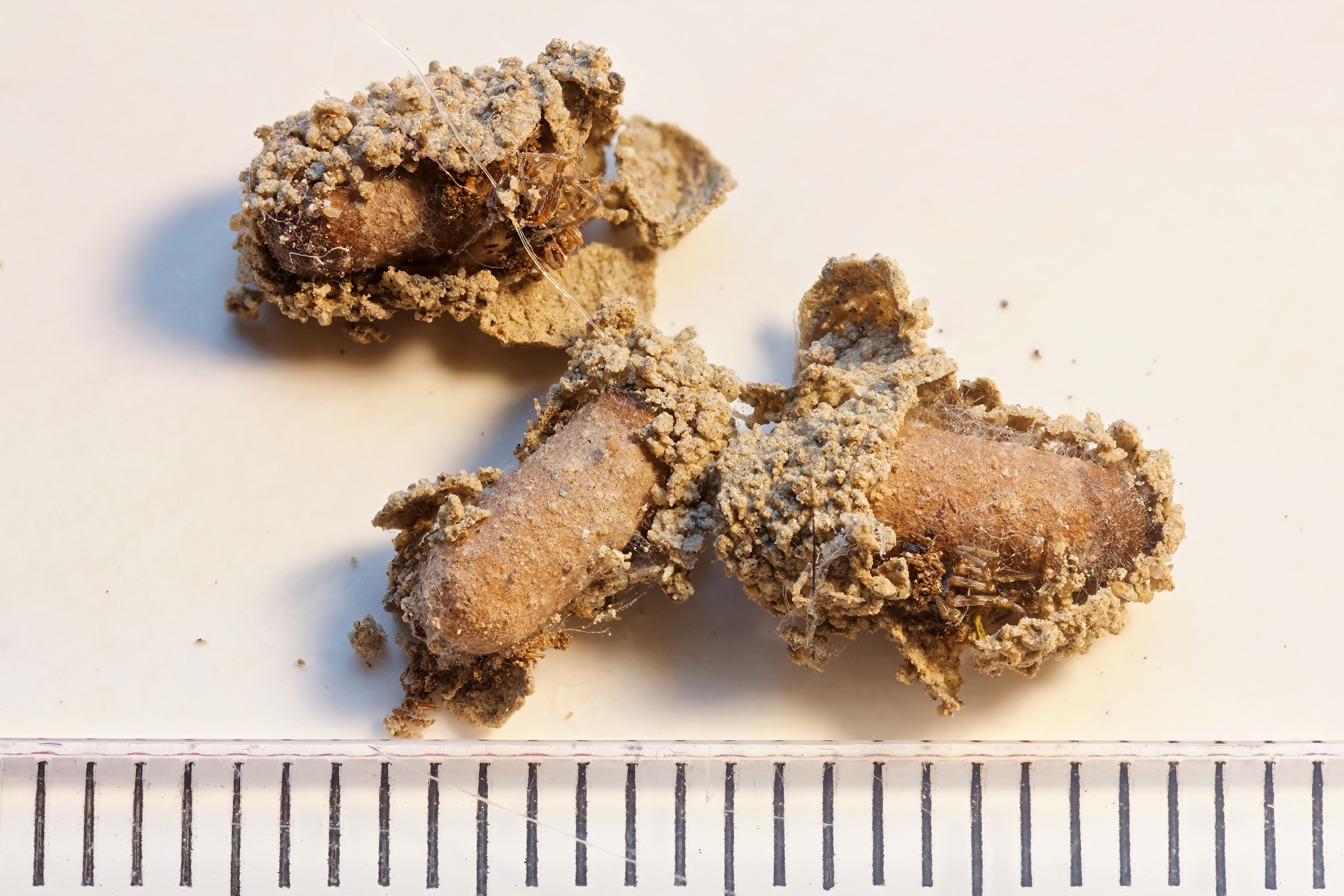
Brutzellen der Tönnchenwegwespe, teils geöffnet, mit dem „eingemauerten“ Futtervorrat

Die Weibchen der Tönnchenwegwespe bauen, anders als die übrigen heimischen Arten der Wegwespen, ihre Nester nicht im Boden, sondern fertigt kleine, etwa 8–10 mal 4–5 Millimeter große, tonnenförmige, einseitig etwas abgeflachte, Brutzellen aus Lehm an. Diese werden etwa unterhalb von Holzbrettern oder in anderen Verstecken, z. B. auch hinter Büchern eines Bücherregals und etwa in leeren Schneckenhäusern befestigt. Als Nahrung für ihre Larven jagen die Wespen Sackspinnen und Glattbauchspinnen, bei denen bei den großen Arten meist alle, oder zumindest viele Beine abgetrennt werden. Für den Transport wird die Beute nicht, wie bei anderen Arten der Familie üblich, an der Hüfte, sondern an den Spinnwarzen gepackt. Dann wird die Spinne für gewöhnlich vorwärtsgehend abtransportiert, lediglich an schwierig zu überwindenden Stellen wird sie gezogen. Abwärts können auch Flugsprünge vollzogen werden. Mehrere Meter an einer senkrechten Hauswand können problemlos überwunden werden.